# Manta Meindert Schim van der Loeff
Manta Meindert Schim van der Loeff (Abbenbroek, 2 juni 1865 – Sankt Moritz, 10 februari 1923) was een Nederlandse politicus.

## Familie
Schim van der Loeff, lid van de familie Van der Loeff, was een zoon van de Remonstrantse predikant Herman Pieter Schim van der Loeff (1837-1906) en Helena Anna Delfoss (1836-1883). Hij trouwde met jkvr. Juliana Adriana van der Does de Bye (1863-1932), van wie hij in 1920 is gescheiden, en hertrouwde met Auguste Hedwig Anna Hildegard Retzlaff (1875-?).

## Loopbaan
Schim van der Loeff ging eerst naar het Erasmiaans Gymnasium en studeerde daarna rechtsgeleerdheid aan de Leidse universiteit. Hij promoveerde in 1890 op zijn dissertatie "De omvang van het gevaar der recidive, hare oorzaken en de middelen om haar te bestrijden". Hij vestigde zich in 1892 als advocaat en procureur in Gouda. Hij was daarnaast schoolopziener (1892-1907) en kantonrechter-plaatsvervanger (1894-overlijden) in Gouda.
In 1902 probeerde hij tevergeefs via het district Gouda te worden verkozen tot lid van de Tweede Kamer. In 1913 slaagde hij wel in het district Dordrecht, hij was Kamerlid van 16 september 1913 tot 21 september 1916. Hij sprak in de Kamer vooral over justitiële onderwerpen, over onderwijs en over handelsaangelegenheden. Hij kreeg een functie bij de uitvoering van de Distributiewet (1916-1918) en nam hiervoor ontslag als Kamerlid. Hij werd later directeur-generaal crisiszaken (1918-1920) bij het ministerie van Landbouw, Nijverheid en Handel. Hij had een moeizame verhouding met minister Hendrik Albert van IJsselsteyn en stapte daarom in 1920 over naar het bedrijfsleven. Hij werd secretaris-generaal bij de Rotterdamsche Bankvereeniging en lid van de firma Delbrück, Schickler & Co, bankiers te Berlijn.
Schim van der Loeff overleed in 1923, op 57-jarige leeftijd.
- Biografisch Portaal: 09916315
- International Standard Name Identifier: 0000 0003 9351 5742
- Nederlandse Thesaurus van Auteursnamen: 15409157X
- Parlement.com: vg09ll7fhsz9
- Virtual International Authority File: 287791933
- WorldCat: E39PBJfCD9FpwfpgpjpbT8BwYP